# Funerale di Diana Spencer

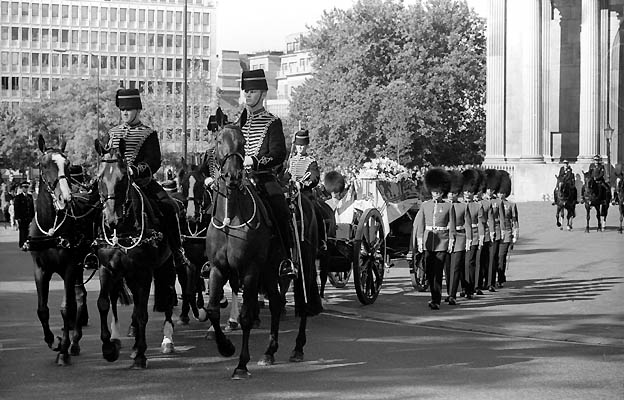
Il corteo del funerale passa l'arco di Wellington all'Hyde Park Corner

Il funerale di Diana Spencer iniziò il 6 settembre 1997 alle 9:08 a Londra, quando la campana funeraria diede il via alla partenza del corteo da Kensington Palace. La bara venne trasportata sopra un affusto di cannone, attraverso Hyde Park verso St. James's Palace, dove il corpo di Diana rimase per cinque giorni prima di essere portato a Kensington Palace. La Union Flag sul palazzo venne posta a mezz'asta. La cerimonia ufficiale si tenne all'Abbazia di Westminster e terminò con la sepoltura ad Althorp.
Duemila persone presero parte alla cerimonia all'abbazia di Westminster mentre l'audience della televisione britannica raggiunse i 32 100 000 spettatori, uno degli eventi televisivi con maggior numero di seguito. Si stima che in tutto il mondo 2 500 000 000 di persone abbiano guardato l'evento in TV, rendendolo in assoluto l'evento televisivo più seguito della storia.

## Il funerale
La bara di Diana, ricoperta dallo stendardo reale bordato di ermellino (secondo l'usanza riservata ai membri "altri" della famiglia reale), venne scortata sino a Londra dall'Ospedale de la Pitié-Salpêtrière, attraverso la base aerea di Vélizy-Villacoublay di Parigi, dall'ex marito di Diana, re Carlo III, (all'epoca Principe di Galles) e dalle sue due sorelle il 31 agosto 1997. Ebbe quindi luogo un momento privato nella cappella reale del Palazzo di St. James. Il funerale della regina madre, che già era stato pianificato col nome in codice di Operation Tay Bridge ventidue anni prima nel caso in cui l'anziana ex sovrana fosse deceduta, venne utilizzato come base per il funerale di Diana.
L'evento non fu un funerale di stato, ma una cerimonia funebre reale con tutti i crismi della liturgia funeraria anglicana. Moltissimi furono i fiori recapitati presso i cancelli di Kensington Palace e Buckingham Palace. Otto membri delle Queen's Welsh Guards accompagnarono il feretro di Diana, drappeggiato con lo stendardo reale bordato di ermellino, in un tour per le strade di Londra che durò un'ora e quarantasette minuti. In cima alla bara si trovavano tre corone di fiori bianchi volute da suo fratello, il conte Spencer, e dai suoi figli, i principi William e Harry. Vi era inoltre sulla bara un biglietto di uno dei suoi figli con la scritta "Mummy" a lei indirizzato. Al Palazzo di St. James, il principe Filippo di Edimburgo, il principe di Galles, i suoi figli e suo fratello seguirono la cerimonia. Cinquecento rappresentanti delle varie associazioni caritatevoli con le quali la principessa aveva collaborato o di cui era stata madrina o presidentessa seguirono il corteo dietro di loro. La bara passò da Buckingham Palace dove i membri della famiglia reale l'attendevano. La regina Elisabetta II chinò il capo al passaggio della bara. Più di un milione di persone affollarono le strade di Londra e gettarono fiori lungo il percorso.

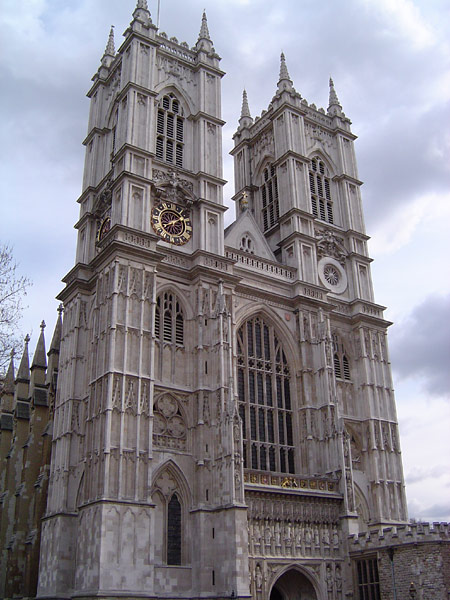
La porta occidentale dell'abbazia di Westminster, ingresso del funerale

La cerimonia all'abbazia di Westminster si svolse dalle 11:00 e durò un'ora e dieci minuti. La famiglia reale pose delle corone di fiori sulla bara di Diana assieme agli ex primi ministri britannici John Major, Margaret Thatcher, James Callaghan e Edward Heath, oltre al parlamentare Winston Churchill, nipote del primo ministro Winston Churchill. Tra gli ospiti d'onore all'evento si ricordano Michael Jackson, Cliff Richard, Hillary Clinton, Henry Kissinger, William J. Crowe, Bernadette Chirac, Nur di Giordania, Tom Hanks, Steven Spielberg, Elton John, George Michael, Chris de Burgh, Michael Barrymore, Mariah Carey, Richard Branson, Luciano Pavarotti, Tom Cruise, Nicole Kidman e Richard Attenborough. Il primo ministro Tony Blair lesse nell'occasione un estratto della prima lettera ai Corinzi, cap. 13. Tra gli invitati vi erano il re di Spagna, la principessa Margherita dei Paesi Bassi, Costantino II di Grecia, il principe ereditario del Giappone con la moglie e Nelson Mandela.
L'arcivescovo di Canterbury George Carey ed il decano di Westminster Wesley Carr presenziarono alla cerimonia. La cerimonia venne aperta dal canto dell'inno nazionale "God Save the Queen". Vennero suonati pezzi di Johann Sebastian Bach, Antonín Dvořák, Camille Saint-Saëns, Gustav Holst, Giuseppe Verdi e altri compositori.
Durante la cerimonia, Elton John cantò Candle in the Wind 1997, che venne riscritta come tributo all'amica Diana. Fu lui personalmente a contattare il suo paroliere Bernie Taupin, chiedendogli di rivedere il testo della sua canzone del 1973, Candle in the Wind appunto, per onorare Diana. Solo un mese prima della morte, la principessa aveva preso parte proprio con Elton John al funerale dell'amico comune Gianni Versace.
Il fratello di Diana lesse un elogio alla sorella nel quale venne più volte rimarcato il cattivo trattamento ricevuto dalla sorella dalla famiglia reale e dalla stampa. "E' questo il luogo dove ricordare tutte quelle ironie sul conto di Diana, ma soprattutto la più grande di queste: una ragazza il cui nome è stato quello di un'antica dea della caccia, che fu alla fine tra le persone più cacciate dell'era moderna", disse Spencer durante il discorso.
Song for Athene del compositore britannico John Tavener, con testo di Mother Thekla, una monaca greca ortodossa, venne cantata dal coro dell'abbazia condotto da Martin Neary quando il corteo di Diana lasciò la navata principale di Westminster. In quello stesso giorno si tenne una commemorazione alla Washington National Cathedral con la partecipazione di 2170 persone tra cui l'ambasciatore britannico negli Stati Uniti, John Kerr, l'ambasciatore statunitense alle Nazioni Unite, Bill Richardson, ed il presidente del comitato esecutivo del The Washington Post, Katharine Graham. Il 7 settembre presso l'abbazia di Westminster si tenne un'ulteriore commemorazione su richiesta della popolazione.
La cerimonia, trasmessa in TV, venne seguita da 31 000 000 di persone nel solo Regno Unito. In tutto il mondo si stima che l'evento sia stato seguito da 2 500 000 000 di persone.

## Sepoltura

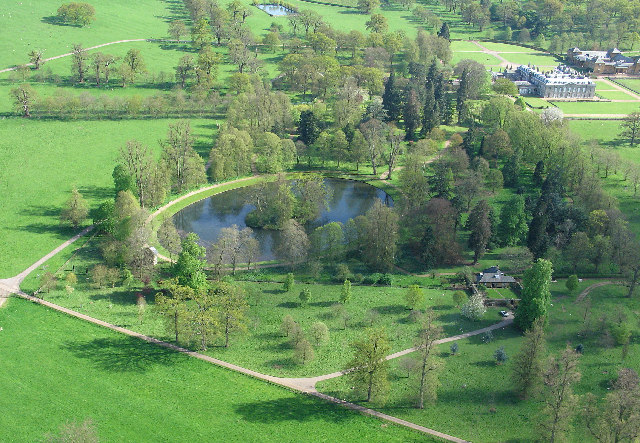
Veduta aerea di Althorp. Diana è sepolta su una piccola isola circondata da un laghetto ornamentale

La sepoltura avvenne privatamente in quello stesso giorno. L'ex marito di Diana, i suoi figli, sua madre, i fratelli e gli amici più intimi presenziarono all'evento assieme ai membri del clero. Il corpo di Diana venne vestito in un abito nero disegnato appositamente da Catherine Walker per un evento a cui la principessa avrebbe dovuto prendere parte. Tra le sue mani venne posto un rosario che lei aveva ricevuto da madre Teresa di Calcutta, morta in quella stessa settimana. La sua tomba si trova ancora oggi presso un'isola nel parco della residenza di Althorp, sede della famiglia Spencer. Il terreno venne consacrato dal vescovo di Peterborough prima della sepoltura.
Alla cerimonia, lo stendardo reale che copriva la bara venne rimosso dai fratelli di Diana prima che la sepoltura fosse completata e venne sostituito dalla bandiera con le insegne della famiglia Spencer; suo fratello il conte dichiarò "Lei (Diana) ora è una Spencer". Il principe Carlo, William e Harry concordarono con la scelta. Ad ogni modo, Paul Burrell, ex maggiordomo di Diana, condannò questo fatto dicendo: "Fu più per alimentare lo scontro Spencer contro Windsor che per fare il volere di Diana. Fu inappropriato e irrispettoso. So che fu l'esatto opposto di ciò che Diana avrebbe voluto. Con quell'atto, suo fratello privò la principessa del suo status, status di cui andava orgogliosa". Il conte Spencer cassò le dichiarazioni di Burrell come "bugie che fanno male", dicendo a tal proposito: "Lo stendardo della regina venne rimosso da un ufficiale in maniera concordata precedentemente e onorevole".
Originariamente la famiglia Spencer aveva pensato di seppellire il corpo di Diana nella locale chiesa di Great Brington, ma lord Spencer disse che per motivi di sicurezza pubblica preferì seppellirla in un terreno dove sarebbe stato più discreto farle visita da parte dei membri della sua famiglia, anziché un luogo affollato da migliaia di persone ogni giorno.
L'isola era una parte ornamentale di un lago all'interno del giardino della residenza di Althorp. Venne realizzato inoltre un percorso alla tomba composto da trentasei querce, una per ogni suo anno di vita. Nelle acque del lago vennero piantati dei gigli d'acqua che, assieme alle rose, erano tra i fiori preferiti di Diana. Il tempietto in memoria di Diana è di forme antiche e già si trovava presso i giardini dell'Admiralty House a Londra.
La cerimonia di sepoltura venne scortata dal 2º battaglione The Princess of Wales's Royal Regiment. Diana era stata infatti colonnello in capo del reggimento dal 1992 al 1996.